# Chapeau de Saponé

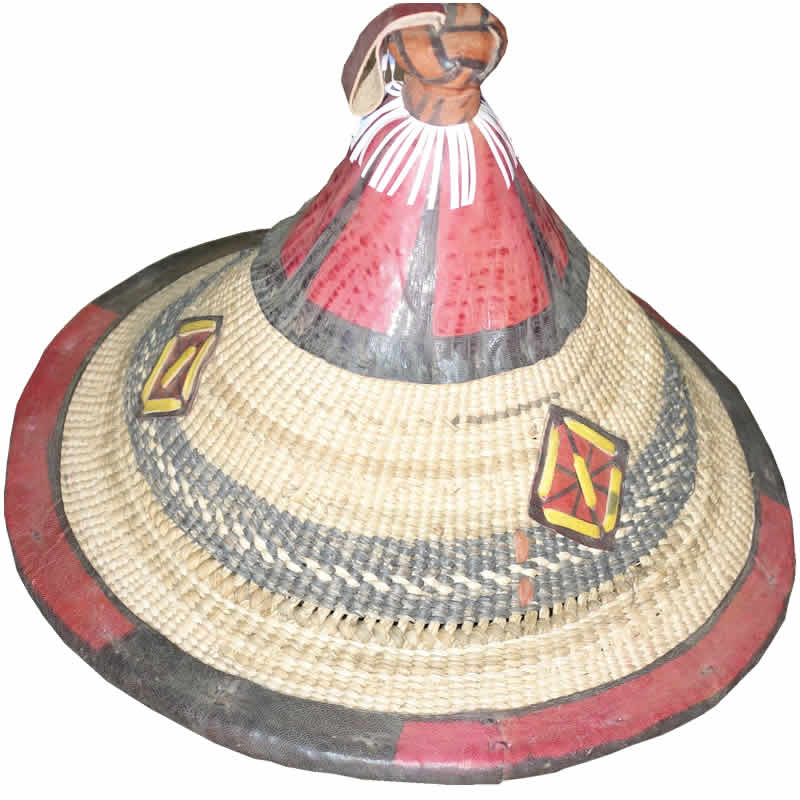
Chapeau de Saponé.

Le Chapeau de Saponé est un chapeau traditionnel en paille tressée et décoré de cuir originaire de la province du Bazéga, région du Centre Sud, commune rurale de Saponé (Burkina Faso). Il a été labellisé avec une reconnaissance internationale et facilement identifiable. Pour beaucoup, le chapeau de Saponé n'est qu'une copie du traditionnel chapeau peul, le Tengade.

## Historique

### Origine Mossi
Le Naaba Koumdoumie, huitième empereur mossi, mourut vers 1358. Son fils, le Naaba Kouda  était alors en conquête vers le sud à la suite d'invasions d'autres ethnies. Ne pouvant être intronisé selon les coutumes à Ouagadougou, à savoir le rasage de la tête, le Conseil des notables après s'être réuni décida d'envoyer plusieurs troupes d'hommes à sa recherche. L'ordre était de lui raser la tête dans le lieu où ils le trouveraient, selon la coutume d'intronisation. Ils le trouvèrent sur le site actuel de Saponé-marché, qui fut nommé ainsi depuis l'ordre donné aux notables : rasez-lui la tête, en moré sâ-n-poné, transformé en Saponé. Saponé fut donc le lieu d'intronisation du neuvième empereur mossi, le Naaba Kouda, dont de nombreux habitants de Saponé se reconnaissent la descendance.
Pour l'anecdote, après s'être fait raser la tête, le Naaba Kouda demanda quelque chose pour se protéger le crâne du soleil. C'est ainsi que naquit le devenu fameux chapeau de Saponé, devenu un emblème national (on raconte que l'on retrouve ces chapeaux en France, au Maroc, aux États-Unis!).
Naaba Kouda décida de s'installer là où il fut intronisé et vers 1358 Saponé fut fondé. Sa cour le suivit et peu à peu Saponé grossit de par l'arrivée de nombreuses personnes voulant se rapprocher de l'Empereur. Malgré cela la capitale de l'Empire resta Ouagadougou, et lorsque le fils aîné de Naaba Kouda fut intronisé, devenant ainsi le dixième empereur, il retourna à Ouagadougou. Son frère cadet, le Naaba Da Wengma, resta quant à lui à Saponé, et ses descendants restèrent à la tête du canton de Saponé.
Vers 1881 le Naaba Koabga quitta le site actuel de Saponé-marché pour rejoindre celui de Saponé-Karkuidighin (ou Saponé-centre), sept kilomètres au sud, à la suite d'une épidémie de trypanosomiase; cette maladie est transmise par la mouche tsé-tsé et rend aveugle les personnes piquées. Le Naaba Koabga installa sa cour derrière l'actuelle préfecture et le village fut nommé Karkuidighin du moré kargan kuidigiun, en français se déplacer du pied vers l'avant, pour aller. Le Naaba Zibo déplaça quant à lui la chefferie à son site actuel, près du marché. C'est là que réside le Naaba actuel, le Naaba Padre.

## Labellisation
Dans sa politique de promotions des produits nationaux, l'ancien  ministre du Commerce, de l’Industrie et de l’Artisanat, Harouna Kaboré a procédé le samedi 4 juillet 2020 à Saponé au dévoilement du label du  Chapeau de Saponé . L’objectif de cette labellisation est de protéger ce patrimoine culturel, mais aussi d’améliorer les revenus de ceux qui sont dans la chaîne de confection.

## Note et référence
1. ↑  nassaramoaga, « Articles populaires », sur Bruits d'Afrique (consulté le 30 décembre 2022)
2. 1 2  « Allons à la découverte de l’origine du village et du chapeau de Saponé », sur civitac.org (consulté le 30 décembre 2022)
3. ↑  Yamba Tiendrebeogo, « Histoire traditionnelle des Mossi de Ouagadougou », Journal des Africanistes, vol. 33, no 1,‎ 1963, p. 7–46 (DOI 10.3406/jafr.1963.1365, lire en ligne, consulté le 30 décembre 2022)
4. ↑  Boureima et Boureima, « Burkina: le chapeau de Saponé certifié en Indication géographique protégée », sur Wakat Séra, 13 avril 2022 (consulté le 30 décembre 2022)
5. ↑  « Allons à la découverte de l’origine du village et du chapeau de Saponé », sur civitac.org (consulté le 5 janvier 2023)
6. ↑  « Redirect », sur 3016.histheyole.live (consulté le 30 décembre 2022)
7. ↑  Robert Pageard, « Une enquête historique en pays mossi », Journal des Africanistes, vol. 35, no 1,‎ 1965, p. 11–66 (DOI 10.3406/jafr.1965.1390, lire en ligne, consulté le 30 décembre 2022)
8. ↑  « Burkina Faso: le chapeau de Saponé certifié en indication géographique protégée », sur RFI, 12 avril 2022 (consulté le 30 décembre 2022)